# Vereinigte Presseabteilung der Reichsregierung
Die Vereinigte Presseabteilung der Reichsregierung und des Auswärtigen Amts (vollständiger Name) war die zentrale Institution der Pressepolitik der Reichsregierung in der Weimarer Republik. Sie hatte die Aufgabe, die Pressearbeit der Stellen der Reichsregierung zu zentralisieren, zu koordinieren und zu filtern, um parallele und widersprüchliche Verlautbarungen zu vermeiden.

## Gründung
Nach Beratungen, die vom Reichskanzler Georg von Hertling geführt wurden, erfolgte die Gründung der Presseabteilung am 1. Oktober 1919. Damit wurden die bisherigen Institutionen wie die Nachrichtenabteilung des Auswärtigen Amtes und der bisherige Chef der Presse beim Reichskanzler in die neue Presseabteilung übernommen. Die Leitung wurde einem Pressechef der Reichsregierung – der auf Vorschlag des Reichskanzlers ernannt wurde – übergeben, der den Rang eines Ministerialdirektors trug und direkt dem Reichskanzler verantwortlich war. Er hatte die Pflicht, an den Sitzungen des Kabinetts der Reichsregierung teilzunehmen. Seinen Stellvertreter stellte das Auswärtige Amt, das damit eng in die Presseabteilung eingebunden wurde.

## Personal und Sitz
Der Sitz des Presseabteilung lag im Ordenspalais am damaligen Wilhelmplatz 8/9 im Zentrum des Regierungsviertels. Die Leitung der Presseabteilung oblag dem sogenannten Reichspressechef.
Für einen Überblick der Leiter der Pressestelle siehe die Liste der Reichspressechefs.
Die Leitung des Inlandsreferats oblag ab 1927 Hermann Katzenberger, ab 1932 Walther Heide. Zu den bekannten Referenten der Reichspressestelle zählten:
- Berthold Biermann (1927–1932)
- Herbert von Bose (1932–1933)
- Ernst Brauweiler (1932–1933)
- Rudolf Maus (1927–1933)
- Curt Radlauer (1919–1932)
- Roland Schacht (1919–1933)
- Wilhelm Spickernagel (1923)
- Werner Stephan (1929–1933)
- Felix Tripeloury (1887–1945)
- Oskar Wingen (1921–1933)
- Theo von Zeska (1932–1933)

## Organisation
Die Presseabteilung gliederte sich in elf Referate. Sechs davon umfassten das Ausland entsprechend der Gliederung des Auswärtigen Amtes. Die Übermittlung von Nachrichten in das Ausland übernahm ein weiteres Referat. Die Reichszentrale für Heimatdienst umfasste ein anderes Referat. Ein eigenständiges Referat wurde für Aufgaben des Personals, der Verwaltung, der Finanzen und der Organisation, ein weiteres für den Lese- und Archivdienst errichtet. Die zentrale Arbeit der Presseabteilung fand im Referat Inland statt, dem alle Verlautbarungen und Veröffentlichungen vor der Herausgabe vorzulegen waren. Dort erfolgte eine Prüfung der Texte sowie gegebenenfalls auch eine Korrektur in Form einer Überarbeitung der Formulierungen.

## Pressearbeit
Die praktische Pressearbeit erfolgte durch Pressekonferenzen am Sitz der Presseabteilung an sechs Tagen in der Woche. Jeweils drei Tage führte der Reichspressechef oder der Leiter des Inlandsreferats die sogenannten Presseempfänge, an den anderen Tagen lag der Vorsitz bei einem Vertreter der Journalisten. Der Beginn der Konferenz erfolgte ab 12 Uhr 15. Vorausgegangen war eine interne Konferenz der Presseabteilung, bei der die Ergebnisse der Besprechungen der Ministerrunden bekanntgegeben wurden. Die Zusammensetzung der Teilnehmer der Pressekonferenz wurde durch einen Ausschuss strikt gehandhabt und die Teilnehmer streng überprüft. Da in den Besprechungen der Konferenz auch manchmal vertrauliche Informationen weitergegeben wurden, konnte ein Vertrauensbruch zum Ausschluss aus der Konferenz führen. Etwa sechzig Presseinstitutionen waren zu dieser Zeit bei der Konferenz angemeldet.
Die Presseabteilung finanzierte ihre laufenden direkten Ausgaben durch bestimmte und begrenzte eigene Mittel. Regulär waren die Haushaltsmittel der Presseabteilung dem Etat des Auswärtigen Amtes zugeordnet.